# Xhemal Aranitasi
Xhemal Aranitasi, o Araniti (Aranitas, 25 gennaio 1886 – Turchia, 13 marzo 1961), è stato un generale albanese, comandante in capo del Regio Esercito Albanese.

## Biografia
Nacque probabilmente ad Aranitas, oggi frazione di Mallakastër, allora parte dell'Impero ottomano, da Ibrahim Aranitasi, colonnello dell'esercito turco, e da Esma Jahobegaj. Intraprese la carriera militare frequentato gli studi presso l'Accademia militare di Monastir (oggi Bitola, nella Macedonia del Nord) e successivamente presso un'accademia militare a Istanbul, capitale dell'Impero. Terminati gli studi si arruolò nell'esercito ottomano guidando un'unità d'artiglieria e prendendo parte alle guerre balcaniche.
Nell'ambito della prima guerra mondiale, poiché l'Albania era quasi completamente occupata dall'Impero austro-ungarico, Aranitasi tornò nella città natale come comandante della gendarmeria locale.
Nel 1920 si arruolò nel Regio Esercito Albanese diventando prima comandante (1924) e poi tenente colonnello (1925), entrando a far parte dello stato maggiore. Anche se le decisioni più importanti rimasero appannaggio di generali stranieri, come Gustav von Myrdacz o Leon Ghilardi, Aranitasi fu l'unico ufficiale albanese.
Nel 1939, come ministro della guerra, con l'invasione italiana alle porte, proibì alla stampa di promuovere una mobilitazione civile, impedendo anche la fornitura di armi alla popolazione. Il 6 aprile dello stesso anno lascerà l'Albania rifugiandosi in Turchia, dove morirà nel 1961 all'età di 75 anni.